# Sarentino
Sarentino (Sarnthein in tedesco) è un comune italiano di 7 238 abitanti della provincia autonoma di Bolzano in Trentino-Alto Adige.
È il comune più esteso della provincia autonoma di Bolzano e dell'intero Trentino-Alto Adige, nonché il 39º in Italia. Appartiene al comprensorio del Salto-Sciliar, dà il nome alla Val Sarentino (Sarntal in tedesco) e comprende l'intera area della valle di Valdurna. La sede comunale si trova nell'omonima frazione (il cui toponimo tedesco è Sarnthein).

## Geografia fisica

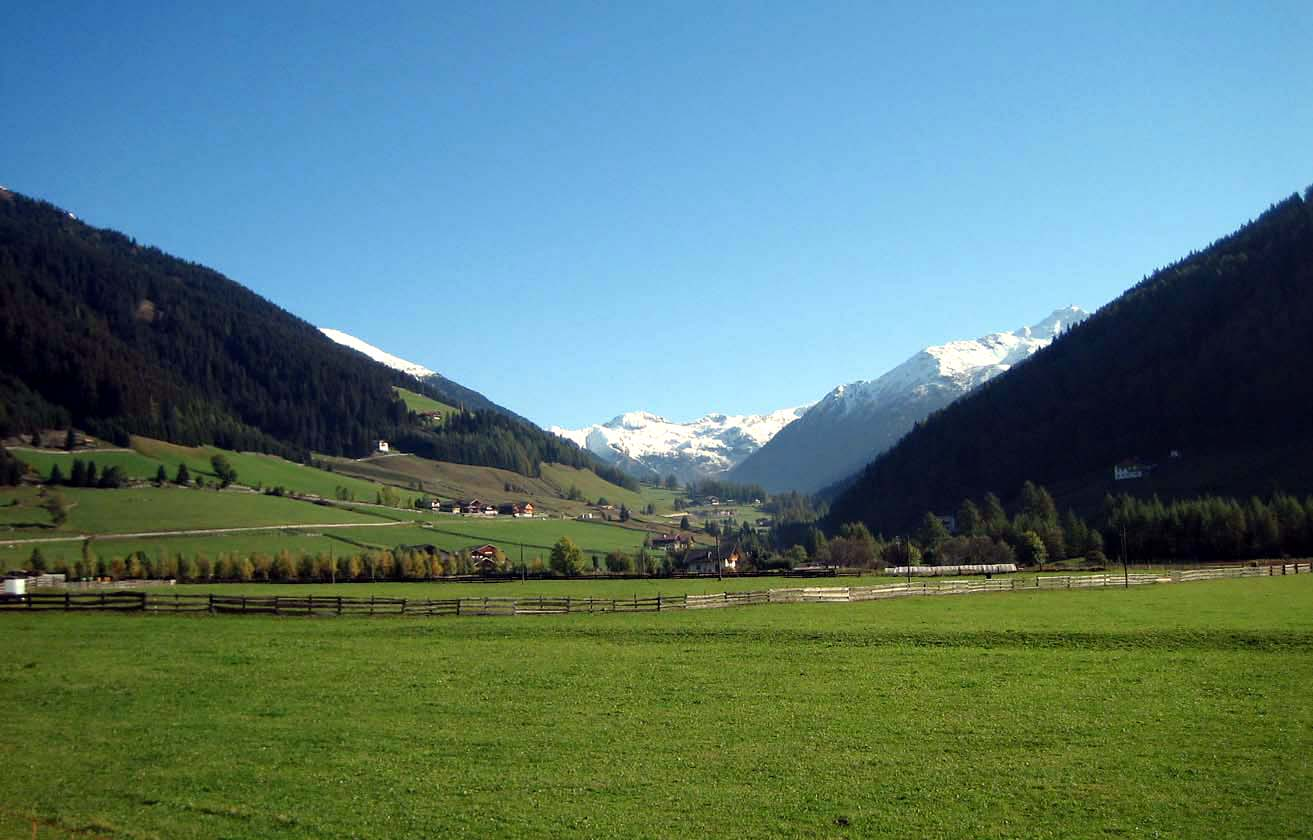
La Val Sarentino (Sarntal) vista da nord

Il territorio comunale comprende quasi tutta la valle di Sarentino, attraversata dal torrente Talvera e al centro delle omonime Alpi Sarentine. Le frazioni comunali riconosciute sono 28 e tutta la valle è circondata da 140 cime montuose.

### Clima
In tutta la val Sarentino è presente una situazione tipica alpina con un clima freddo e temperato. 
Le precipitazioni si registrano in tutte le stagioni in modo significativo, quindi possono essere di carattere piovoso, nevoso e anche legate a temporali. La piovosità è mediamente di 772 mm annuali. La temperatura presso la sede comunale è attorno ai 7.1 °C di media.

## Origini del nome
Il toponimo è attestato nel 1142 come Sarentin e Sarintin, nel 1177 come Sarentein e nel 1347 come Serentein e probabilmente ha un'origine preromana e si può forse collegare con il nome della popolazione dei Sarunetes che vivevano alle sorgenti del Reno. Si è anche ipotizzato che entrambi i nomi derivino da una radice preromana sar- col significato di "ghiaia".

## Storia
Malgrado la sua vicinanza con Bolzano, il comune ha mantenuto le sue forti tradizioni, grazie anche a un suo relativo isolamento, anche se già nel 1494 l'imperatore Massimiliano I fece costruire dal suo luogotenente a Sarentino, Blasius Anich, una strada che collegasse Bolzano con la valle («gemain farweg und strazzen in das tal Sérnntein an der Etsch»). Essa è stata sostituita solo negli anni trenta da una nuova strada con 21 gallerie, resa comunque spesso impraticabile a causa di caduta massi e smottamenti. La strada è stata ammodernata attraverso la costruzione delle due nuove gallerie Grafenstein e Goldegg.
La vallata è stata rinomata per il ricamo su cuoio, che si faceva (ma si cerca di mantenere viva la tradizione) con le rachidi delle penne di coda di pavone. Note rimangono anche la particolare arte di intagliare le pipe contadine Reggele, oltre alle tessiture a mano ed il lavoro a maglia.
La parrocchia di Sarentino è dell'Ordine teutonico ininterrottamente dal medioevo sino ai giorni nostri, facendo parte del Baliato all'Adige e nei Monti.
Il cardinale Enea Silvio Piccolomini, che diventò Papa Pio II, fu parroco prebendario di Sarentino ma non visitò mai il paese.
Famoso in tutta la regione storica del Tirolo è il Sarner, ovvero una particolare giacca di lana, cucita a mano, nonché i costumi tradizionali della valle, il Sarner Tracht.

### Simboli
Lo stemma riprende le insegne dei vari signori che amministrarono il territorio dal 1315, ma che dal 1681 si fecero chiamare Conti di Sarentino (Grafen von Sarnthein) risiedendo nel castel Kellerburg. Lo stemma è stato adottato il 30 giugno 1967.

## Monumenti e luoghi d'interesse

### Architetture religiose
- Chiesa di San Bartolomeo, parrocchiale nella frazione di Sonvigo
- Chiesa di San Cipriano, sussidiaria a Sarentino
- Chiesa della Santa Croce, santuario in località Pozza di Sopra
- Chiesa di San Giovanni Battista in Bosco nella valle Pennes in località San Giovanni e risalente al 1530
- Chiesa di Santa Maria Assunta, chiesa parrocchiale patronale
- Chiesa di San Martino, parrocchiale nella frazione di San Martino
- Chiesa di San Nicolò, parrocchiale nella frazione di Valdurna
- Chiesa dei Santi Pietro e Paolo Apostoli, parrocchiale nella frazione di Pennes
- Chiesa di San Valentino sul Gentersberg, la più antica della vallata, con un particolare ciclo di affreschi. Risale al XII secolo

### Architetture civili
- Museo Rohrerhaus, con sede in uno dei masi più grandi della vallata, con attigua sala convegni

### Architetture militari
- Castel Kellerburg, nel centro abitato, già dei conti Wolkenstein
- Castel Reinegg, del 1230, significativo esempio di architettura tardoromanica

## Società

### Appartenenza linguistica
La popolazione, al censimento del 2024, è in larga maggioranza di madrelingua tedesca:
| Ripartizione linguistica | 1971   | 1981   | 1991   | 2001   | 2011   | 2024   |
| ------------------------ | ------ | ------ | ------ | ------ | ------ | ------ |
| Madrelingua italiana     | 1,31%  | 0,90%  | 1,92%  | 1,45%  | 1,82%  | 2,69%  |
| Madrelingua tedesca      | 98,67% | 99,05% | 97,98% | 98,44% | 98,07% | 97,19% |
| Madrelingua ladina       | 0,02%  | 0,05%  | 0,10%  | 0,11%  | 0,10%  | 0,12%  |

### Evoluzione demografica
Abitanti censiti

## Cultura

### Tradizioni e folclore

#### Klöckeln
Durante il periodo d'Avvento, ogni giovedì pomeriggio, in questa valle vive tuttora un'antica tradizione popolare: i Klöckeln, personaggi (solitamente uomini) travestiti da maschere fantasiose, pelli di pecora, vestiti da contadini, con zoccoli di legno e cuoio duro e cappello di feltro a larga tesa. Solitamente questi strani personaggi girano per le vie dei paesi, con delle campane, e battendo queste (infatti "Anklopfen" in tedesco significa bussare, “klopfen”=battere e “Glocke”=campana), cercano di allontanare i cattivi spiriti.
Esiste tuttavia un personaggio femminile, chiamata "Zussl", ma dato che solitamente solo uomini si travestono, allora anch'essa è da tradizione un uomo, ma travestito. Altri personaggi di questa tradizione sono Zusslmandl e Zusslweibele, che personificano la lotta tra inverno e primavera.
L'origine di questa tradizione è pagano-germanica, ed ha lo scopo di propiziare la fertilità e il benessere dei campi contadini e delle loro abitazioni. Essa simboleggia la lotta tra gli spiriti malvagi ed il dio Donar, che come tradizione vuole, nei giovedì prima del solstizio d'inverno, prendeva il volo, trainato da due caproni.

## Economia

### Artigianato
Per quanto riguarda l'artigianato, importante e rinomata è la produzione di mobili in legno.

## Infrastrutture e trasporti
Il comune è interessato dalla Strada statale 508 di Val Sarentino e del Passo di Vizze.

## Amministrazione
| Periodo | Periodo | Primo cittadino            | Partito | Carica  | Note |
| ------- | ------- | -------------------------- | ------- | ------- | ---- |
| 1952    | 1980    | Anton Rott                 | -       | Sindaco |      |
| 1980    | 1985    | Franz Josef Kienzl         | -       | Sindaco |      |
| 1985    | 1988    | Alois Kofler               | -       | Sindaco |      |
| 1988    | 1990    | Franz Josef Kienzl         | -       | Sindaco |      |
| 1990    | 1995    | Florian Murr               | -       | Sindaco |      |
| 1995    | 2005    | Karl Thaler                | SVP     | Sindaco |      |
| 2005    | 2019    | Franz Thomas Locher        | SVP     | Sindaco |      |
| 2019    |         | Christian Albert Reichsigl | SVP     | Sindaco |      |